# Кек, Матьяж
Ма́тьяж Кек (словен. Matjaž Kek; 9 сентября 1961, Марибор, Словенская СР) — словенский и югославский футболист и тренер. Играл на позиции защитника. Главный тренер сборной Словении.

## Игровая карьера
Матьяж Кек начал карьеру в клубе «Марибор», в составе которого дебютировал в сезоне 1979/80 во второй югославской лиге, сыграв 4 матча. После этого Кек выступал в составе клуба ещё 5 сезонов. В 1985 году Кек уехал в Австрию, присоединившись к клубу второй австрийской бундеслиги «Шпитталь». В «Шпиттале» Кек провёл 4 сезона, затем перешёл в другой австрийский клуб, ГАК. В ГАКе Матьяж выступал до 1995 года, когда он вернулся в Словению. В Словении Кек играл за «Марибор», действуя на позиции либеро. В составе «Марибора» Кек выиграл два Кубка и три чемпионата Словении, участвовал в еврокубках.
В составе сборной Словении Кек сыграл 1 матч. Он вышел на поле 7 сентября 1992 года в товарищеской игре с Кипром и провёл на поле 78 минут; игра завершилась вничью 1:1.

## Тренерская карьера
Завершив карьеру игрока, Кек стал тренером, работая ассистентом главного тренера «Марибора» Бояна Прашникара. Однако Прашникар не доработал до конца сезона, и в 2000 году его место занял Кек, проработавший с командой до конца сезона. Летом 2000 года «Марибор» возглавил Иво Шушак, набравший свою команду помощников, места в которой Кеку не нашлось. В 2001 году Прашникар вновь возглавил «Марибор» и первым делом пригласил в клуб Кека.
В 2002 году Кек самостоятельно возглавил «Марибор», заменив Прашникара, ставшего тренером сборной Словении. Он выиграл с командой титул чемпиона страны, ликвидировав 11-очковое отставание от главного конкурента, «Олимпии». В следующем году во втором отборочном раунде Лиги чемпионов «Марибор» проиграл хорватскому «Динамо», а затем достаточно удачно выступал в чемпионате, но из-за поражения в последнем туре «Марибор» занял только 3-е место. В начале сезоне 2004/05 Кек по собственной инициативе подал в отставку с поста тренера «Марибора» из-за неудачного выступления команды, руководство клуба приняло отставку.
В 2006 году Кек был назначен тренером сборной Словении до 15/16-ти лет. 3 января 2007 года Кек был назначен тренером главной сборной Словении. Он дебютировал на скамье национальной команды в феврале 2007 года в матче с Эстонией, в котором словенцы победили 1:0. Однако затем результаты были неудачными, и команда с 11-ю очками заняла предпоследнее место в отборочной группе к чемпионату Европы 2008, опередив лишь Люксембург. Несмотря на неудачу, Кек продолжил работать с национальной командой, и в отборочной группе к чемпионату мира 2010 Словения заняла 2-е место в группе, лишь на 2 очка отстав от победителя, сборной Словакии. В стыковых матчах Словения переиграла по сумме двух матчей за счёт гостевого гола (1:2; 1:0) Россию, которую Кек считал фаворитом пары, и вышла на ЧМ-2010.

## Достижения

### Как игрок
- Обладатель Кубка Словении: 1997, 1999
- Чемпион Словении: 1996/97, 1997/98, 1998/99

### Как тренер
- Чемпион Словении: 1999/00, 2001/02, 2002/03
- Чемпион Хорватии: 2016/17
- Обладатель Кубка Словении: 2004

## Личная жизнь
Женат. Имеет сына, который получил в 2003 году лицензию ПРО на работу с клубами Словении, а в 2006 году лицензию на работу с клубами УЕФА.